# Park Europy

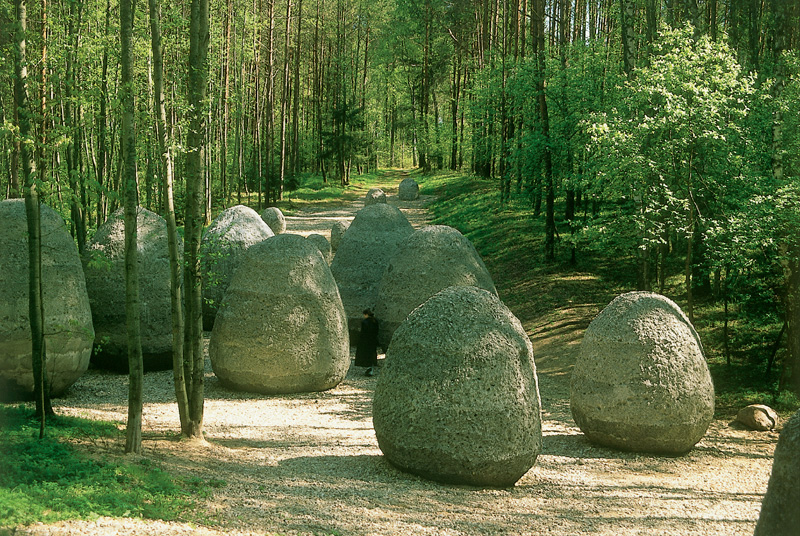
Magdalena Abakanowicz. Space of Unknown Growth/Przestrzeń nieznanego rozwoju

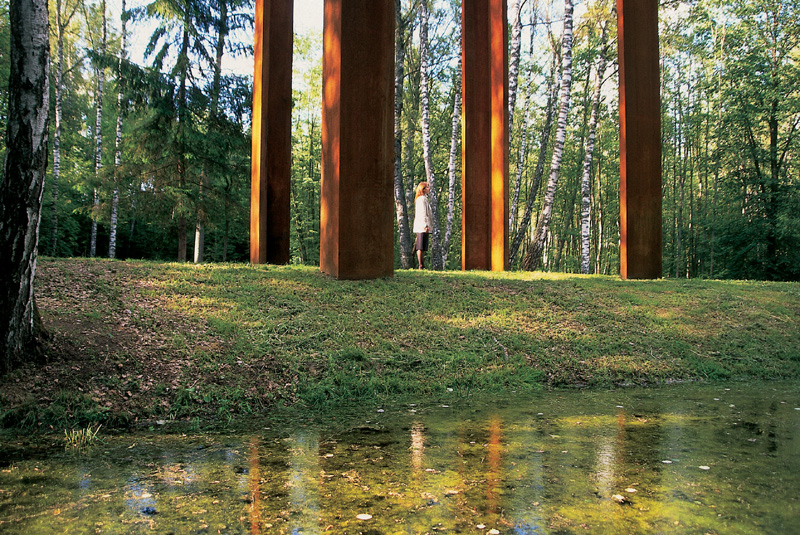
Gintaras Karosas. The Place/Miejsce

Park Europy (lit.: Europos Parkas) – muzeum sztuki współczesnej pod otwartym niebem położone na Litwie nieopodal Wilna.
Park Europy został założony z inicjatywy litewskiego rzeźbiarza Gintarasa Karosasa w 1991 r. Zajmuje obszar około 55 ha. W parku znajduje się ponad 90 dzieł artystów z różnych krajów świata, m.in. S. Le Witta, M. Abakanowicz, D. Oppenheima.

## Adres
Europos parkas, Joneikiskiu k., LT-15148 Vilniaus r., Lietuva.